# Regering-Peeters II
De regering-Peeters II (13 juli 2009 - 25 juli 2014) is een voormalige Vlaamse regering. Ze werd gevormd na de Vlaamse verkiezingen van 2009. De regering was een coalitie van de christendemocratische partij CD&V, de sociaaldemocratische partij sp.a en de conservatieve Vlaams-nationalistische partij N-VA. Kris Peeters (CD&V) volgde zichzelf op als Vlaams minister-president, het ambt dat hij sinds 2007 bekleedde in de regering-Peeters I. De regering-Peeters II bleef aan de macht tot na de Vlaamse verkiezingen van 2014 en werd opgevolgd door de regering-Bourgeois.

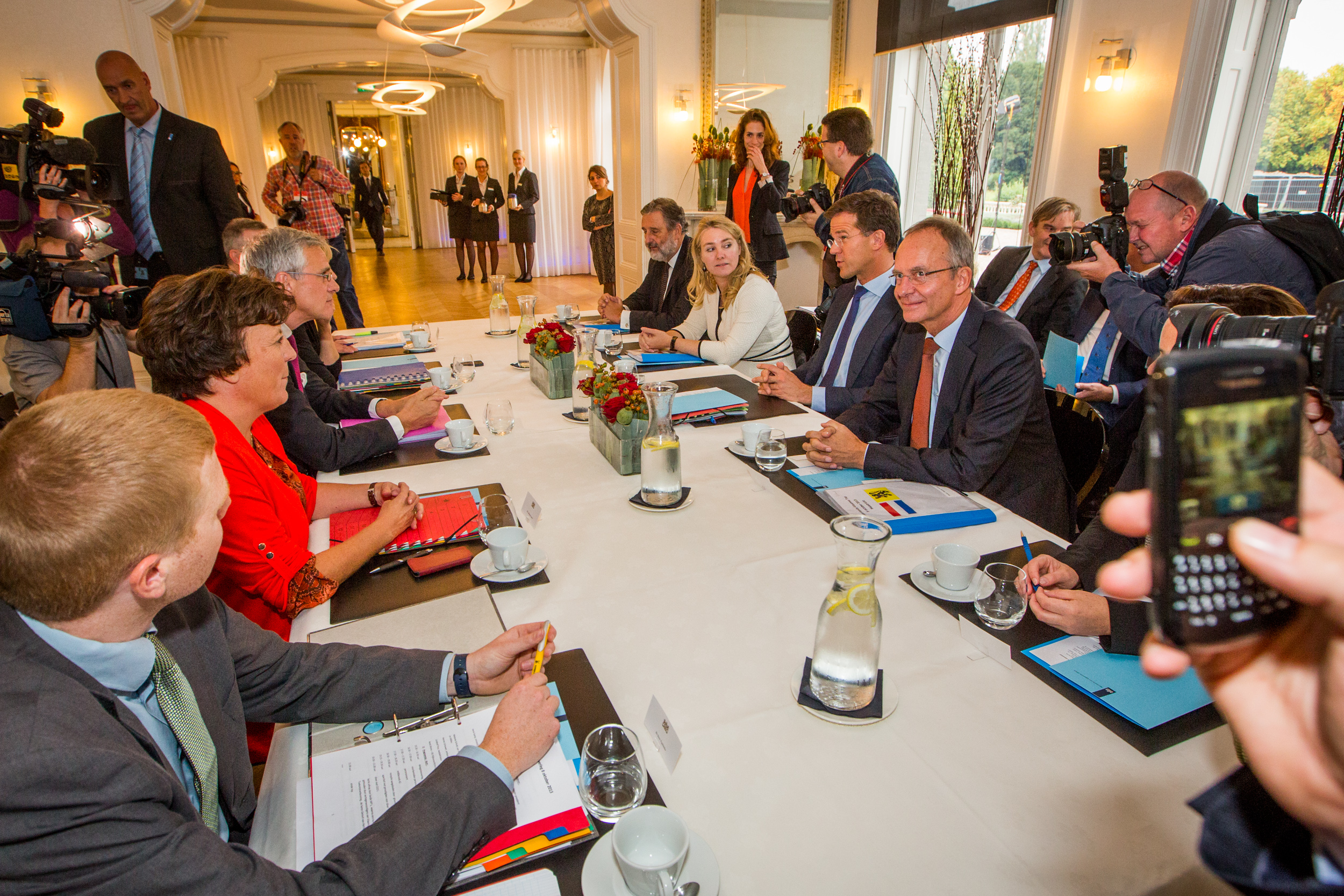
Nederlands-Vlaamse regeringstop

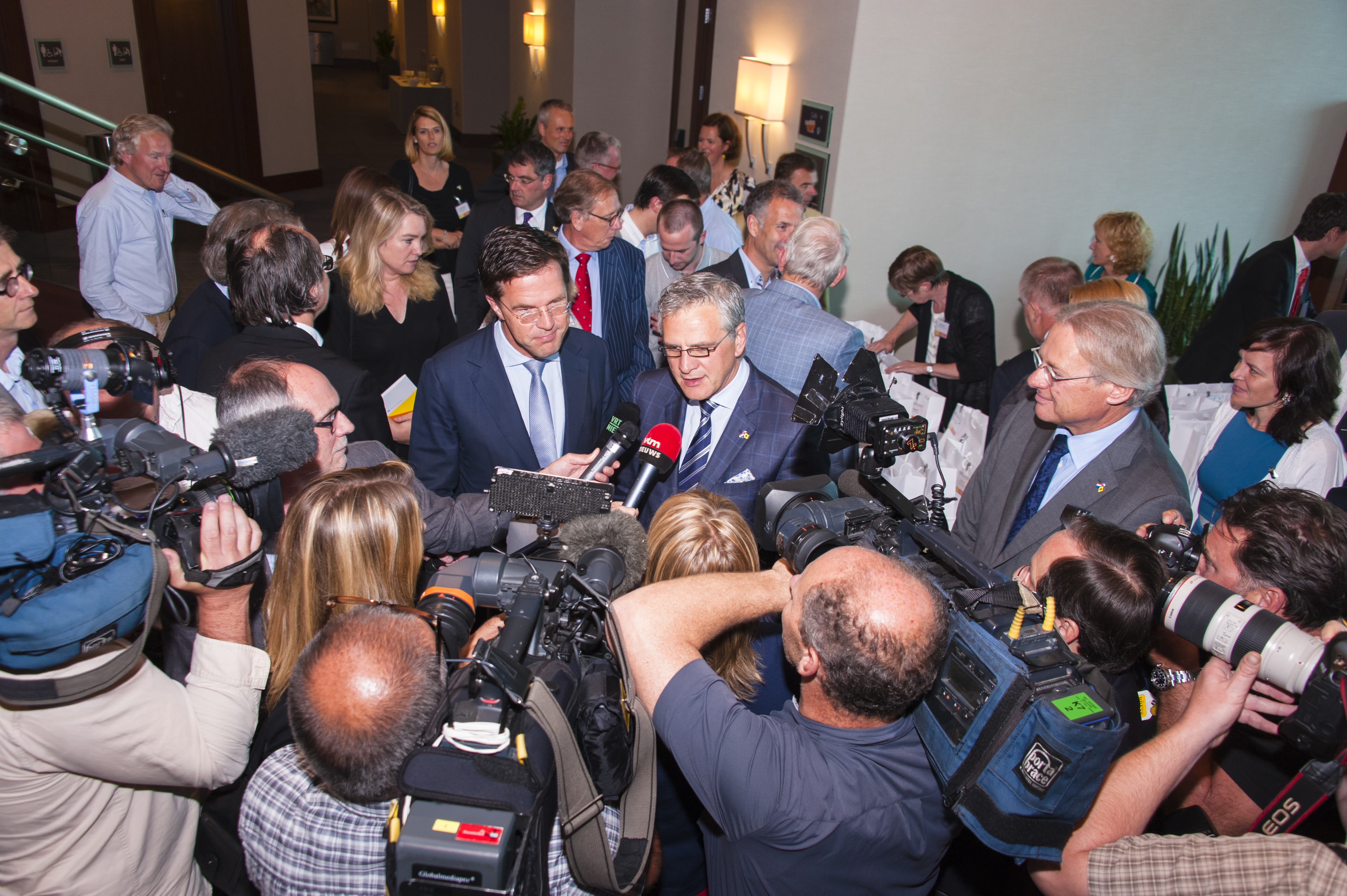
Ministers-presidenten Mark Rutte en Kris Peeters staan de pers te woord aan het begin van de handelsmissie in Texas.

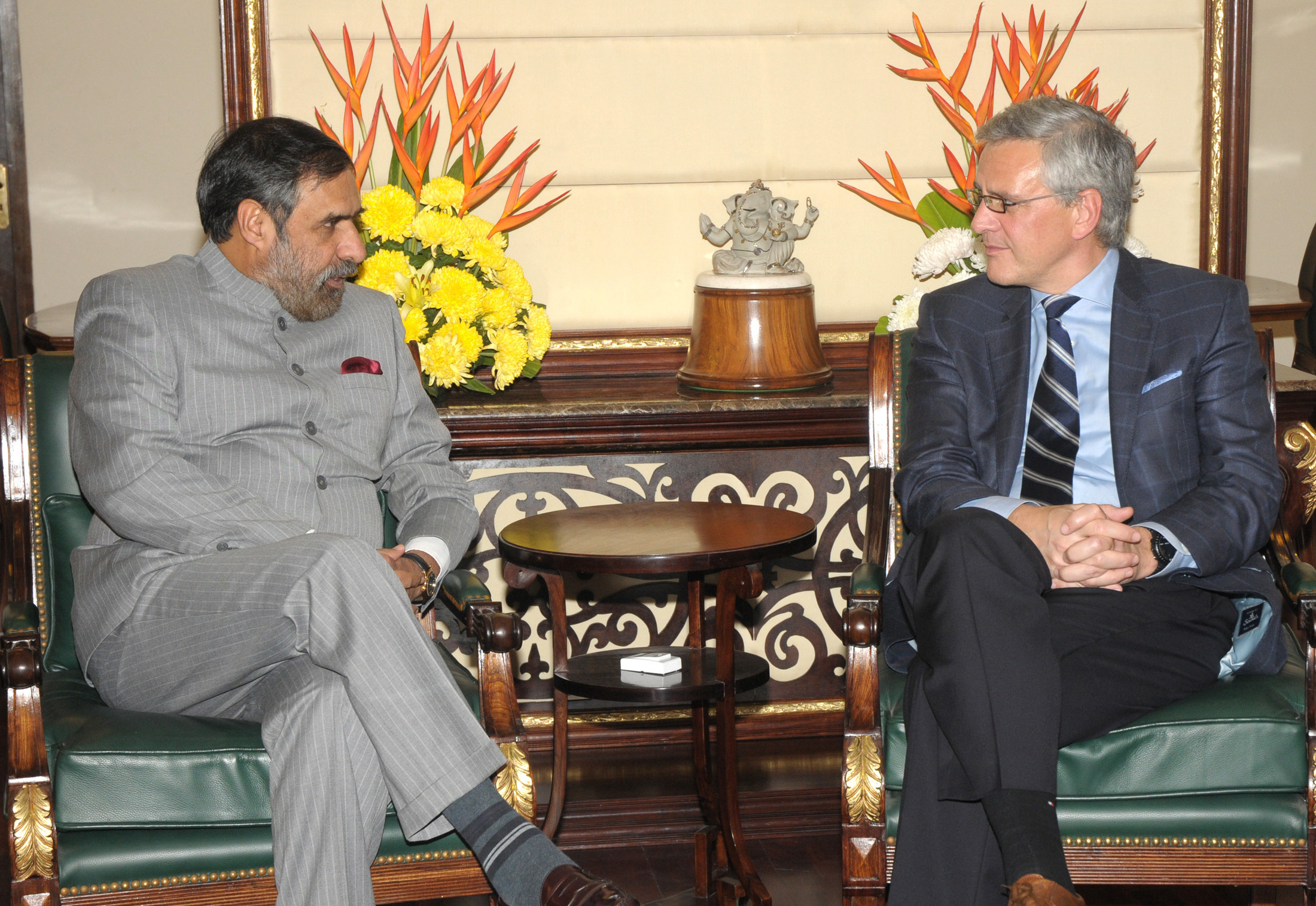
Ontmoeting tussen Vlaams minister-president Kris Peeters en Indiase minister van Handel Anand Sharma.

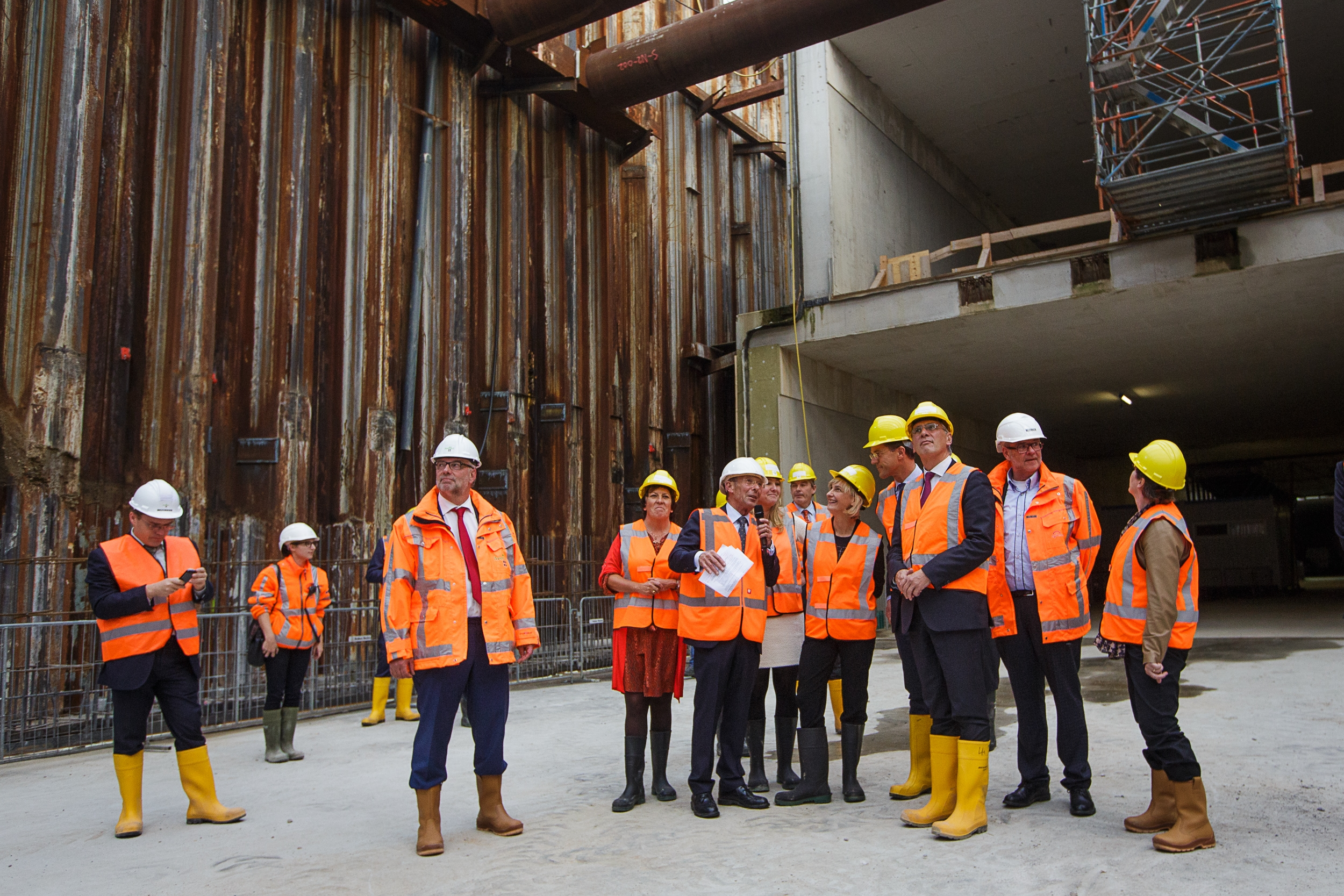
De Nederlandse en Vlaamse Regering op bezoek aan de bouwloactie van de Koning Willem-Alexandertunnel bij de A2.

## Voorgeschiedenis
De verkiezingsuitslag van 7 juni 2009 legde de bal in het kamp van de CD&V, de grootste partij. Aftredend minister-president Kris Peeters werd formateur en startte onderhandelingen met N-VA, sp.a en Open Vld. Een formule met zowel drie als vier partijen behoorde tot de mogelijkheden. Uiteindelijk viel Open Vld uit de boot, op aandringen van Bart De Wever en Caroline Gennez. Op 9 juli 2009 kwam er consensus over het regeerakkoord met de titel 'Een daadkrachtig Vlaanderen in beslissende tijden'. Op 10 juli werd het regeerakkoord voorgesteld op een persconferentie.
Op 10 en 11 juli 2009 raakten de ministerportefeuilles bekend. Grote verrassing was de afwezigheid van Frank Vandenbroucke, de voormalige minister van Onderwijs voor sp.a. Twee nieuwe ministers kwamen van buiten de politiek: Ingrid Lieten was directeur-generaal bij De Lijn en Philippe Muyters was bestuurder bij VOKA. Jan Peumans werd ook vaak genoemd als een mogelijke minister voor de N-VA, maar hij kreeg het voorzitterschap van het Vlaams Parlement. De eedaflegging van de ministers en de regeerverklaring vonden plaats op 13 juli 2009.
Sinds begin augustus 2009 viel het beleidsdomein Ruimtelijke Ordening onder drie ministers: Muyters (Ruimtelijke Ordening), Van den Bossche (Wonen) en Bourgeois (Onroerend Erfgoed).

## Beleid en maatregelen
Ondanks het geleverde werk werd deze regering door veel experten als een transitregering of erger als een stilstandregering beschouwd. De samenwerking tussen de CD&V, N-VA en sp.a draaiden niet altijd soepel. Toch bleven de relaties tussen de ministers relatief hartelijk. De regering kwam ook nooit in de problemen in het parlement. De druk op de samenwerking werd wel verhoogd na de federale verkiezingen van 2010. N-VA werd toen de grootste partij. Hierdoor begon de partij zich steeds meer als leider te gedragen en legde ze flink rechtsere accenten.
Enkele grotere maatregelen zijn als volgt:
- Welzijn, zorg en gezin
  - Decreet kinderopvang: herordent de sector en geeft de commerciële initiatieven subsidies als ze inkomensgebonden tarieven aanrekenen.
  - Decreet pleegzorg: geeft pleeggezin een zeer centrale plaats in alle opvangvormen.
  - Zorg voor personen met een handicap: geeft pleeggezin een zeer centrale plaats in alle opvangvormen. Men zal niet langer instellingen financieren maar personen een budget geven dat zij zelf kunnen aanwenden
  - Oprichting Vlaams actieplan armoedebestrijding en Armoedefonds
- Binnenlands bestuur
  - De Vlaamse ambtelijke diensten werden met 7 procent afgeslankt, kabinetten tellen minder dan 280 raadgevers en de toplonen werd beperkt zodat niemand nog meer verdient dan de minister-president.
  - Interne Vlaamse staatshervorming: hertekende de provincies in beperkte mate.
  - Nieuw overheidsagentschap voor inburgeringsbeleid en strengere aanpak.
- Cultuur
  - Budgetverhoging voor het Kunstendecreet.
  - Cultureel samenwerkingsakkoord met de Franse Gemeenschap.
- Mobiliteit
  - Grote investeringen in infrastructuurwerken: honderden kilometer nieuwe fietspaden, rijwegen, spitsstroken en tramlijnen.
- Onderwijs
  - Decreet inclusief onderwijs.
  - Integratie tussen de academische opleidingen aan de hogescholen en universiteiten.

## Samenstelling
De regering-Peeters II bestond uit 9 ministers (8 ministers + 1 minister-president). CD&V had 4 ministers (inclusief de minister-president), sp.a 3 en N-VA 2. De samenstelling van de regering veranderde niet tijdens de legislatuur.
| Ambtsbekleder                                                                                          | Ambtsbekleder | Ambtsbekleder                | Ministerie                                                                      | Partij |
| --- | ------------- | ---------------------------- | ------------------------------------------------------------------------------- | ------ |
| |               | Kris Peeters (1962)          | Minister-president                                                              | CD&V   |
| Minister Economie, Buitenlands Beleid, Landbouw en Plattelandsbeleid                                   |               | Kris Peeters (1962)          |                                                                                 | CD&V   |
| |               | Ingrid Lieten (1964)         | Viceminister-president                                                          | sp.a   |
| Minister Overheidsinvesteringen, Innovatie, Media en Armoedebestrijding                                |               | Ingrid Lieten (1964)         |                                                                                 | sp.a   |
| |               | Geert Bourgeois (1951)       | Viceminister-president                                                          | N-VA   |
| Minister Bestuurszaken, Binnenlandse Bestuur, Inburgering, Toerisme, Onroerend Erfgoed en Vlaamse Rand |               | Geert Bourgeois (1951)       |                                                                                 | N-VA   |
| |               | Jo Vandeurzen (1958)         | Minister Welzijn, Volksgezondheid en Gezin                                      | CD&V   |
| |               | Hilde Crevits (1967)         | Minister Mobiliteit en Openbare Werken                                          | CD&V   |
| |               | Freya Van den Bossche (1975) | Minister Wonen en Stedelijke Planning, Energie en Sociale Economie              | sp.a   |
| |               | Philippe Muyters (1961)      | Minister Financiën en Begroting, Werkgelegenheid, Ruimtelijke Ordening en Sport | N-VA   |
| |               | Joke Schauvliege (1970)      | Minister Leefmilieu en Natuur en Cultuur (Roerend Erfgoed)                      | CD&V   |
| |               | Pascal Smet (1967)           | Minister Onderwijs, Jeugd, Gelijke Kansen en Brusselse Zaken                    | sp.a   |

## Situatie Vlaams Parlement
De functie van parlementsvoorzitter maakt deel uit van de te bedelen mandaten. Voor de legislatuur 2009-2014 werd Jan Peumans (N-VA) verkozen als voorzitter van het Vlaamse Parlement. De meerderheid werd gevormd door CD&V, sp.a en N-VA, zij bezaten 66 van de 124 zetels. De oppositie werd gevormd door Vlaams Belang, Open VLD, LDD, Groen en UF. Zij bezaten 58 zetels.
Geens I · 
Geens II · 
Geens III · 
Geens IV · 
Van den Brande I · 
Van den Brande II · 
Van den Brande III · 
Van den Brande IV · 
Dewael · 
Somers · 
Leterme · 
Peeters I · 
Peeters II · 
Bourgeois · 
Homans · 
Jambon ·
Diependaele